# Bunomys chrysocomus
Bunomys chrysocomus é uma espécie de roedor da família Muridae.
Apenas pode ser encontrada na Indonésia.